# Madonna di Costantinopoli (Palvisino)
La Madonna di Costantinopoli, o meno comunemente Madonna con Bambino, è un dipinto a tempera su tavola (115×75 cm) attribuito al pittore putignanese Francesco Palvisino e databile tra il 1540 e il 1560. È conservato come pala nell'altare della Madonna di Costantinopoli nella cripta della concattedrale di Sant'Eustachio Martire di Acquaviva delle Fonti, nella città metropolitana di Bari.

## Storia
Il dipinto è datato ai primi decenni del Cinquecento ed è attribuibile al pittore Francesco Palvisino.
Nel 1718, la principessa di Acquaviva Beatrice di Tocco Sanseverino donò una collana di diamanti e altre pietre preziose da applicare sul quadro come offerta votiva, chiedendo in fede alla Vergine la salute di Carlo II de Mari, suo marito e principe di Acquaviva. Questi donativi furono tuttavia rubati nel 1847.
Il 4 settembre 1781, primo martedì di detto mese, furono applicate sui capi della Vergine e del Bambino due corone d'oro che furono donate dal Capitolo Vaticano. Da quest'evento è nata una ricorrenza tipica acquavivese: oltre al primo martedì di marzo, durante il quale, tra l'altro, si celebra l'arrivo del dipinto ad Acquaviva, in loco la Madonna di Costantinopoli è celebrata anche il primo martedì di settembre.
Nel 1881, durante la festa settembrina cittadina a lei dedicata, fu ripetuta l'incoronazione poiché le altre corone furono rubate l'anno precedente.
In occasione del bicentenario della prima incoronazione, nel 1981, tale icona è stata portata in processione al posto della usuale statua della Madonna di Costantinopoli. Un evento analogo è stato ripetuto nel 2002, anno in cui viene celebrata la prima festa patronale dopo il termine dei restauri della concattedrale di Sant'Eustachio Martire iniziati nel 1992.

### Restauro
Il restauro del dipinto (durato tra il 9 febbraio e il 23 agosto 1991) iniziò il giorno stesso in cui fu rimosso dall'altare in cui è conservato.
Inizialmente si è provveduto a rimuovere dalla superficie pittorica le corone, le collane, gli orecchini e i bracciali d'oro e parte dei chiodini d'argento che li fissavano al legno.
Tramite un esame del dipinto ai raggi ultravioletti si è messo in evidenza che sulla originale pittura a tempera sono state eseguite delle ridipinture a olio. Non è comunque ipotizzabile una più antica edizione del dipinto al di sotto dell'imprimitura poiché lo strato di tempera è talmente sottile che attraverso esso, in alcune zone, è possibile intravedere le venature del legno della tavola.
Completata la rimozione dei chiodini dalla superficie pittorica (poi protetta con veline giapponesi) si è proceduto con la rimozione dalla parte posteriore del quadro delle tre traverse, assieme ai chiodi e alle viti che le fissavano, e a separare le due tavole su cui è dipinta l'immagine, in seguito sottoposte a disinfestazione per eliminare gli insetti xilofagi. Esse sono state quindi riunite con colla vinilica e pasta di legno. La parchettatura sulla parte posteriore è stata eseguita con tre assi orizzontali, applicate in corrispondenza delle tre originarie.
Si è continuato con l'asportazione delle ridipinture, degli stucchi e della porporina posta sul fondo dorato e sulle filettature dei manti delle figure tramite solventi idrocarburici e basici e si è concluso applicando sulla superficie dipinta e sull'oro una vernice protettiva di mastice di Chios.

## Leggende
Secondo una prima leggenda il quadro in questione — ritenuto una copia di un'icona donata da Eudocia a Pulcheria, imperatrice consorte dell'Impero romano d'Oriente — è stato dipinto in Oriente su commissione di Roberto Serguglione, feudatario dell'universitas di Acquaviva dal 1145, e poi donato alla cattedrale che lui stesso avrebbe fondato nel 1158. Ivi sarebbe stato esposto sull'altare maggiore, per poi essere spostato nella cripta nell'attuale duomo di Acquaviva delle Fonti.
Un'altra leggenda vuole che la tavola, durante l'iconoclastia, fosse stata gettata in mare, attraverso cui, grazie alle onde, sarebbe giunta a Bari. Da lì un vento provvidenziale l'avrebbe condotta sino alla porta principale di Acquaviva, dove un soldato l'avrebbe fermata con la propria spada.
Un'ulteriore leggenda, tramandata oralmente, vuole che il dipinto sia arrivato in paese su un carro trainato da buoi e guidato da due commercianti acquavivesi che erano di ritorno da Bari, sulle coste della quale il quadro era giunto da Costantinopoli. Nel capoluogo pugliese essi si sarebbero contesi la tavola con altri due commercianti bitrittesi.
Secondo un'ultima ipotesi l'icona della Madonna di Costantinopoli sarebbe stata trasferita nel 1423 da Costantinopoli ad Acquaviva per mano della famiglia di un certo Nestore Niscirato. Si tratta tuttavia di un'ipotesi infondata, in quanto si basa su una scritta posta sul retro della tavola ma che in realtà non è presente.

## Descrizione e stile
Il quadro raffigura in piano medio la Vergine di Costantinopoli, vestita con una veste bianca, avente allo scollo un gallone dorato, una tunica indaco e un maphorion rossastro che le copre anche la testa, mentre sorregge sulle ginocchia con entrambe le mani il Bambino, vestito con una tunica verde e un himation ruggine. Egli con la mano sinistra si aggrappa alla scollatura della veste della Madonna, mentre nella mano destra regge un rotulus.
Lo sfondo decorato tramite la tecnica dell'estofado è probabilmente di fattura ottocentesca, poiché non è presente in una miniatura eseguita in occasione della prima coronazione, nel 1781, la quale raffigura il quadro Madonna di Costantinopoli. In esso, infatti, lo sfondo è raffigurato con una colorazione uniforme e presenta negli angoli superiori della tavola i nomina sacra «ΜΗΡ» e «ΘΟΥ».
L'immagine è dipinta a tempera su due tavole lignee — probabilmente in cedro — unite tra loro ed è inquadrata in una cornice in legno intagliato e dorato. Le due attuali corone auree, datate al XIX secolo e di diversa dimensione (maggiore quella applicata sul capo della Madonna, minore quella sul capo del Bambino), sono state lavorate con le tecniche dello sbalzo e del cesello.
È evidente un rimaneggiamento stilistico in chiave occidentale di un gusto tipico dell'iconografia orientale.
Il dipinto è talvolta coperto da una lamina in argento mobile, detta "panno", che rappresenta in bassorilievo la Vergine di Costantinopoli su una nube sorretta da angeli nella parte superiore e lo stemma della famiglia Acquaviva d'Aragona nella parte inferiore. Essa fu donata dalla contessa di Conversano Dorotea Acquaviva d'Aragona dopo la peste del 1691.